# Auta 2
Auta 2 (ang. Cars 2) – amerykański film animowany z 2011 roku zrealizowany w technologii 3D w studiu Pixar w reżyserii Johna Lassetera i Brada Lewisa. Produkcja jest kontynuacją filmu Auta z 2006 roku. Dystrybutorem jest wytwórnia Walt Disney Pictures. Światowa premiera zaplanowana była na 24 czerwca 2011. Polska premiera odbyła się 29 czerwca 2011 roku. Fabułą filmu jest podróż dookoła świata, na którą decyduje się Zygzak McQueen ze Złomkiem w celu wzięcia udziału w World Grand Prix.
Premiera trzeciej części Aut miała miejsce w 2017 roku.

## Produkcja
Auta to drugi film, do którego studio Pixar nakręciło sequel (pierwszy to Toy Story). Premiera filmu pierwotnie została zaplanowana na rok 2012, lecz została przyspieszona o rok.
Przy produkcji filmu wykorzystano specjalne stworzone oprogramowanie do generowania oświetlenia dla animacji obiektów trójwymiarowych. Stworzenie oprogramowania było poprzedzone badaniem właściwości optycznych różnych materiałów.
W związku z produkcją scenografowie i animatorzy filmu odbyli podróże do Japonii i na kontynent europejski, by na miejscu dokumentować te obiekty, które miały posłużyć za pierwowzory ukazanej w filmie urbanistyki. Reżyser obrazu trzyma się zasady tego powiewu autentyczności w animowanym świecie. W samym Londynie filmowcy spędzili dwa dni. Odwiedzili tam siedzibę Scotland Yardu, zobaczyli wieżę Big Bena, London Eye, siedzibę parlamentu, a także Opactwo Westminsterskie.

## Fabuła
Samochód wyścigowy Zygzak McQueen po raz kolejny weźmie udział w wielkim wyścigu. Tym razem wyścig będzie obejmował trasę w Japonii, Włoszech oraz Wielkiej Brytanii, jednak Zygzak wraz ze swoim wiernym towarzyszem Złomkiem zostanie wplątany w międzynarodową intrygę szpiegowską.

## Odpowiedniki pojazdów
- Zygzak McQueen – fikcyjny samochód wyścigowy NASCAR (wzorowany na Dodge Viper)
- Złomek – Chevrolet Task-Force 3800 (1955)
- Sally Carrera – Porsche 911 (2002)
- Roman – Chevrolet Impala (1959)
- Kamasz – Willys MB
- Luigi – Fiat 500 (1959)
- Guido – fikcyjny wózek widłowy wzorowany na BMW Isetta
- Ogórek – Volkswagen Transporter Typ 2 (T1) (1960)
- Gienia – Ford T (1923)
- Szeryf – Mercury (1949)
- Maniek – Mack Super-Liner

- Niunia i Dziunia – Mazda MX-5 (1992)
- Sean McMission – Aston Martin DB5
- Lilliana Lifting – auto fikcyjne o nazwie 10L wzorowane na Jaguarze XJR-15 lub Pagani Huayra
- Rod „Rumak” Spolier – połączenie Dodge Challenger (2010) i Ford Mustang
- Sid – Bombardier Global Express
- Tombak – Reliant Regal
- Leland Korba – Jaguar E-Type
- Kalmar – FV Northwestern (1977)
- Wujek Topolino – Fiat Topolino
- Królowa Angielska – Rolls-Royce Phantom
- Książę Wheeliam – Bentley Continental
- Papież Pinion IV – Alfa Romeo (elementy różnych modeli, dominuje Alfa Giulia)
- Brent Mustangburger – Ford Mustang (1965)
- Olek – Renault 12 (1970)
- David Kołpak – Jaguar E-type
- Bruce Boxmann – Oldsmobile Aurora
- Giuseppe Motorosi – Alfa Romeo Duetto (1966)
- John Lassetire – Ford F-Series
- Ramon Dansa-Kuduro – Volkswagen Garbus
- Baron Smardz – Rychły – Range Rover L322
- Profesor Z – Zündapp Janus
- Al Scarpetta, Józef Klamka, Tyler Gremlin, Wartprógi – AMC Gremlin
- Fred Carton, Tubbs Pacer, Fred Pacer, Wyporożce – AMC Pacer
- Victor Yugo, Aleksander Yugo, Yugosy – Yugo Koral
- Vladimir Trunkov, Petrov Trukov, Brian Gearlooski, Bagażnikovy – Zaporożec ZAZ 968
- ścigacze na platformie – USS Independence (LCS-2)
- Jeff Gorvette – Chevrolet Corvette C6.R
- Francesco Paltegummi – bolid F1
- Lewis Hamilton – McLaren MP4-12C
- Raoul Farafura – Citroen C4 WRC
- Ziu Takakita – Mazda LMP2
- Nigel Spyder – Aston Martin DBR9
- Tomek Doneski – Caparo T1
- Max Schnell, Witalij Petrov, Frosty Winterbumper – AMG-Mercedes DTM C-Class
- Miguel Alcantara – auto fikcyjne wzorowane na Lamborghini Gallardo, Ginetta G50 GT4 i Ferrari 599XX
- Carla Turbinha – Acura ARX-02a
- gwardzista królowej – Land Rover Series
- Brytyjscy policjanci – ford mondeo mk 4
- Mistrz Zen – Piaggio Ape
- Mel Dorado – Cadillac Eldorado
- Sieger Audi, Alexander Audi, Audisy – Audi A6
- przypadkowy mieszkaniec Tokio – Honda Civic VIII

## Obsada i polska wersja
| Postać | Postać (w wersji oryginalnej) | Obsada              | Dubbing                |
| --- | ----------------------------- | ------------------- | ---------------------- |
| Zygzak McQueen | Lightning McQueen             | Owen Wilson         | Piotr Adamczyk         |
| Złomek | Mater                         | Larry the Cable Guy | Witold Pyrkosz         |
| Sean McMission | Finn McMissile                | Michael Caine       | Piotr Fronczewski      |
| Lilliana Lifting | Holley Shiftwell              | Emily Mortimer      | Agnieszka Dygant       |
| Baron Smardz-Rychły | Miles Axlerod                 | Eddie Izzard        | Paweł Wawrzecki        |
| Profesor Z | Professor Zündapp             | Thomas Kretschmann  | Jan Peszek             |
| Al Scarpetta | Grem                          | Joe Mantegna        | Tomasz Sapryk          |
| Fred Carton | Acer                          | Peter Jacobson      | Sławomir Pacek         |
| Ivan | Ivan                          | Stanley Townsend    | Mirosław Zbrojewicz    |
| Wujek Topolino | Uncle Topolino                | Franco Nero         | Andrzej Blumenfeld     |
| Mama Topolino | Mama Topolino                 | Vanessa Redgrave    | Barbara Zielińska      |
| Rod „Rumak” Spojler | Rod „Torque” Redline          | Bruce Campbell      | Przemysław Bluszcz     |
| Sid | Siddeley                      | Jason Isaacs        | Krzysztof Banaszyk     |
| Victor Yugo | Victor Hugo                   | Stanley Townsend    | Arkadiusz Bazak        |
| Olek | Otis                          | Jeff Garlin         | Leon Charewicz         |
| Brent Mustangburger | Brent Mustangburger           | Brent Musburger     | Jarosław Maznas        |
| Francesco Paltegummi | Francesco Bernoulli           | John Turturro       | Piotr Polk             |
| David Kołpak | David Hobbscap                | David Hobbs         | Andrzej Borowczyk      |
| Mel Dorado | Mel Dorado                    | Patrick Walker      | Wojciech Duryasz       |
| Leland Korba | Leland Turbo                  | Jason Isaacs        | Grzegorz Damięcki      |
| Tombak | Tomber                        | Michel Michelis     | Zdzisław Wardejn       |
| Sally Carrera | Sally Carrera                 | Bonnie Hunt         | Dorota Segda           |
| Kalmar | Crabby                        | Sig Hansen          | Miłogost Reczek        |
| Ogórek | Fillmore                      | Lloyd Sherr         | Jerzy Kryszak          |
| Kamasz | Sarge                         | Paul Dooley         | Włodzimierz Bednarski  |
| Roman | Ramone                        | Cheech Marin        | Damian Damięcki        |
| Lola | Flo                           | Jennifer Lewis      | Stanisława Celińska    |
| Luigi | Luigi                         | Tony Shalhoub       | Artur Barciś           |
| Szeryf | Sheriff                       | Michael Wallis      | Krzysztof Kowalewski   |
| Maniek | Mack                          | John Ratzenberger   | Sylwester Maciejewski  |
| Darrell Cartrip | Darrell Cartrip               | Darrell Waltrip     | Włodzimierz Zientarski |
| Gienia | Lizzie                        | Katherine Helmond   | Elżbieta Kępińska      |
| Guido | Guido                         | Guido Quaroni       | Danilo de Girolamo     |
| Van | Van                           | Richard Kind        | Jarosław Gajewski      |
| Minnie | Minnie                        | Edie McClurg        | Joanna Jeżewska        |
| Niunia | Mia                           | Lindsey Collins     | Julia Kołakowska       |
| Dziunia | Tia                           | Elissa Knight       | Monika Pikuła          |
| W pozostałych rolach: Elizabeth Duda, Edyta Olszówka, Kuba Szydłowski, Zbigniew Konopka, Karol Wróblewski, Krzysztof Szczerbiński, Janusz Wituch, Wojciech Chorąży, Dariusz Błażejewski, Elżbieta Gaertner, Joanna Pach, Milena Suszyńska, Brygida Turowska-Szymczak, Bożena Furczyk Lektor: Daniel Olbrychski Wersja polska: SDI Media Polska Reżyseria: Waldemar Modestowicz Dialogi polskie: Jan Jakub Wecsile |                               |                     |                        |